# Bombardier Itino Y31
Die seit 2003 eingesetzten schwedischen Dieseltriebzüge der Baureihen Y31 und Y32 wurden unter der Bezeichnung Itino von Bombardier Transportation im Werk Hennigsdorf in Deutschland hergestellt. Die auch in Deutschland eingesetzten Triebzüge unterscheiden sich durch die Anzahl der Wagenkästen. Während ein Y31 aus zwei Endwagen besteht, gibt es bei den Y32 zusätzlich einen Mittelwagen. Besitzer der Fahrzeuge ist die Leasing-Gesellschaft Transitio, die sie den lokalen Gesellschaften zur Verfügung stellt.

## Technik
Die Höchstgeschwindigkeit der Einheiten beträgt 140 km/h. In jedem Triebwagen gibt es zwei Dieselmotoren von MAN, die auf einer Entwicklung eines LKW-Motors basieren. Die Kraftübertragung erfolgt hydraulisch, angetrieben wird jeweils der innere Radsatz der Enddrehgestelle. Die Gelenke liegen auf Jakobs-Drehgestellen auf. Ab 2008 erhielten die neu gebauten Züge zwei stärkere Iveco-Motoren aus dem Lastwagenbereich. Das Getriebe von ZF Friedrichshafen wird auch bei Lastkraftwagen und Bussen verwendet. Die vier Triebwagen für den Kustpilen haben ein Erste-Klasse-Abteil mit acht Sitzplätzen, um die Y2 ersetzen zu können. Jeder Triebwagenteil hat einen behindertengerechten Niederflurabschnitt.

## Einsatzgebiete
In Schweden werden die Züge von lokalen Verkehrsträgern eingesetzt, wie auf den von Krösatågen befahrenen Strecken, auf der Bahnstrecke Gårdsjö–Håkantorp (Västtrafik, Einsatz durch Arriva) und in Värmland auf der Bahnstrecke Kil–Torsby (Värmlandstrafik, Einsatz durch Tågkompaniet). Die teilweise noch eingesetzten Y1-Triebwagen sollen im Laufe der Zeit komplett durch den Y31 ersetzt werden.

## Liste der vorhandenen Y31- und Y32-Züge
- Tåg i Bergslagen setzte die beiden ersten nach Schweden gelieferten Itino-Triebwagen 1400 und 1401 von 2002 bis 2011 auf der Västerdalsbana an, gab die Fahrzeuge aber nach Stilllegung des Personenverkehrs dieser Strecke an Transitio zurück.

- Jönköpings Länstrafik, für Krösatågen
  - Y31 1404 – Lina Sandell
  - Y31 1405 – Emil i Lönneberga
  - Y32 1406 – Kristina Nilsson
  - Y32 1407 – Bruno Mathsson
  - Y32 1408 – Dag Hammarskjöld
  - Y32 1409 – Alf Henrikson
  - Y32 1410 – Pär Lagerkvist
  - Y32 1411 – Elin Wägner
  - Y31 1427 – Wendela Hebbe – am 16. April 2010 geliefert.
  - Y31 1428 – John Bauer – am 29. April 2010 geliefert.

- Värmlandstrafik, für Fryksdalsbanan/Ludvika-Kristinehamn
  - Y31 1414
  - Y31 1415
  - Y31 1416
  - Y31 1420
  - Y31 1421

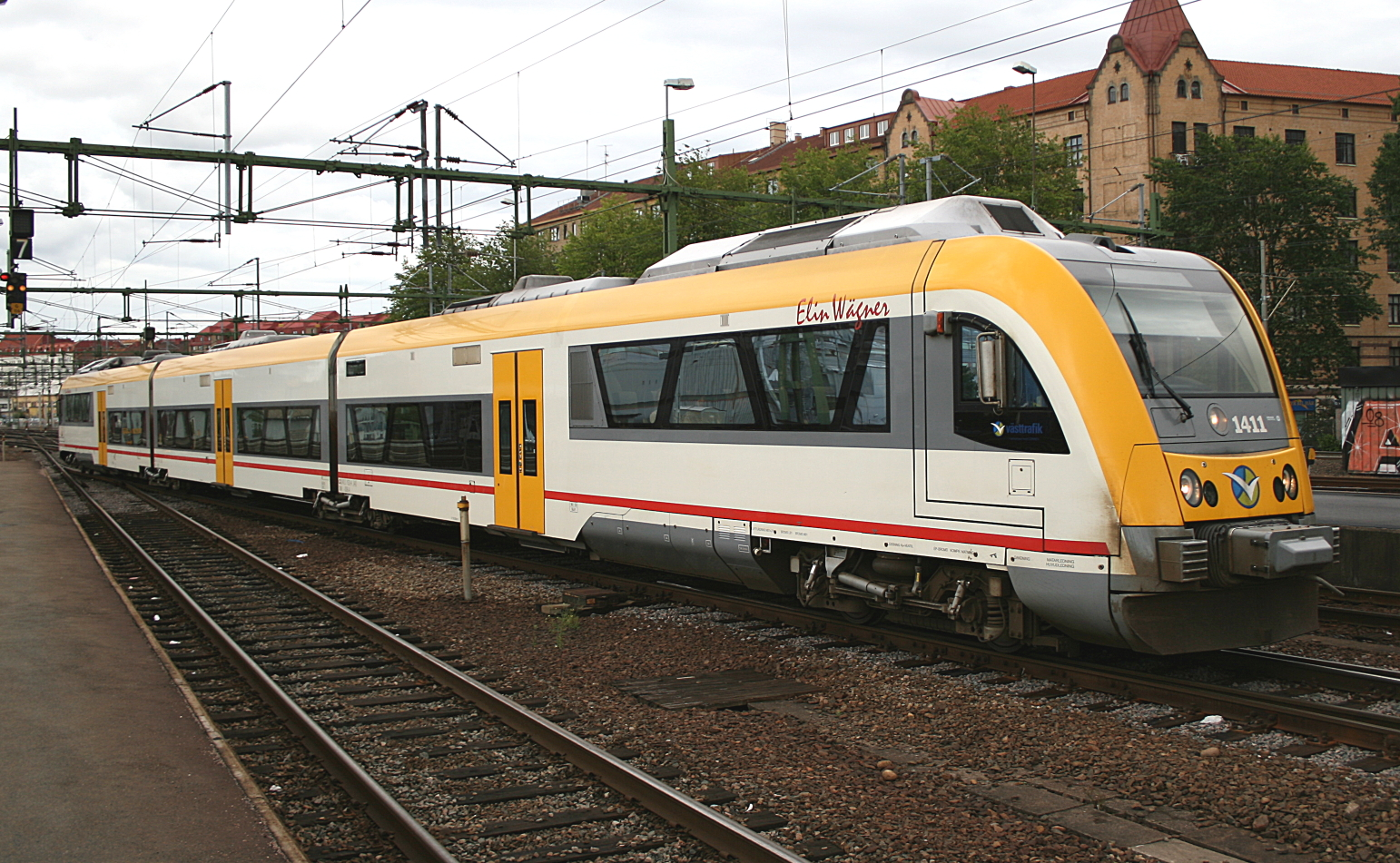
Y32 von Västtrafik

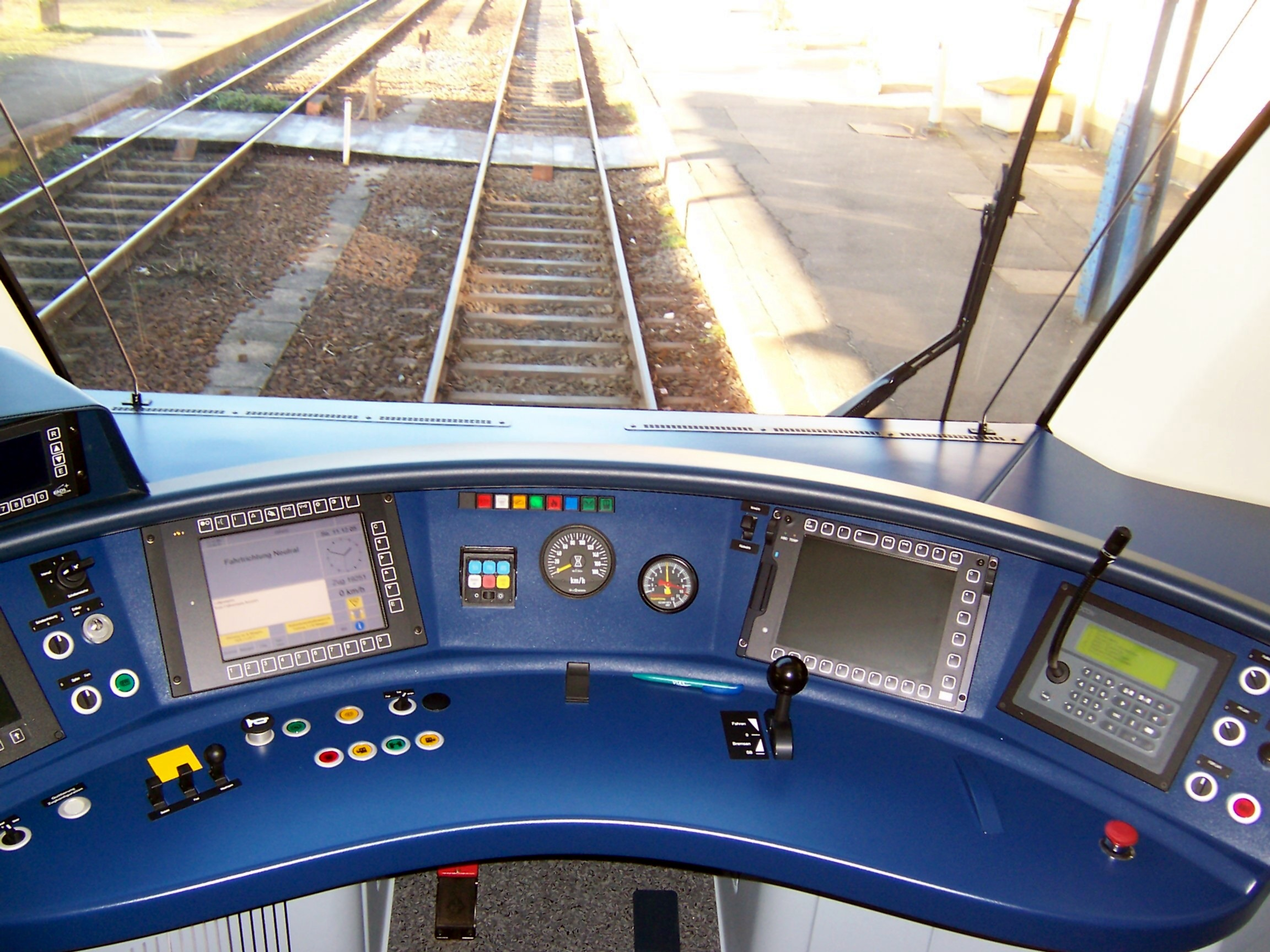
Führerstand

- Västtrafik für die Verbindung von Hallsberg nach Herrljunga über die Bahnstrecke Gårdsjö–Håkantorp (Kinnekullebanan)
  - Y31 1400 – Björn Skifs
  - Y31 1402 –  keinen Namen, aber früher als Pälle Näver für Krösatåg im Einsatz
  - Y31 1403 –  keinen Namen, aber früher als Alf Hambe für Krösatåg im Einsatz – am 16. Juni 2003 bei Hok verunglückt
  - Y31 1412
  - Y31 1413 – keinen Namen, aber früher als Elin Wägner für Krösatåg im Einsatz 
  - Y31 1417 – im Dezember 2009 geliefert.
  - Y31 1418 – im Dezember 2009 geliefert.
  - Y31 1419 – im Dezember 2009 geliefert.

- Kalmar Läns Trafik für Kustpilen, Stångådalsbanan/Tjustbanan,
  - Y31 1401 – früher Gunde Svan
  - Y31 1423 – Tage Danielsson – im März 2010 geliefert.
  - Y31 1424 – Traska
  - Y31 1425 – Garpe – am 16. April 2010 geliefert.
  - Y31 1426 – Kung Märta – im April 2010 geliefert.

- Norrtåg, für Umeå–Lycksele
  - Y31 1429 – am 29. April 2010 geliefert.

- Transitio
  - Y31 1422 – im März 2010 als Reservezug für Wartungsarbeiten geliefert.

## Bremsprobleme
Zu Beginn ihres Einsatzes stellte sich heraus, dass die Bremsanlage bei speziellen Winterbedingungen bauartbedingt stellenweise stark herabgesetzte Geschwindigkeiten erforderte. Dies hing u. a. damit zusammen, dass die in Deutschland übliche Methode, die Bremse während der Fahrt durch den Triebfahrzeugführer turnusmäßig anlegen zu lassen („Bremse putzen“) in Schweden nicht akzeptiert wurde. Der sensible Gleitschutz griff daher früh ein, dies hätte zu verlängerten Bremswegen geführt. Das in Schweden übliche Sicherheitssystem an Zügen stellt dies fest und empfiehlt eine verringerte Geschwindigkeit. Dies wurde seitens des Betreibers (im Vergleich zu den vorher eingesetzten Altzügen, die nicht mit einem vergleichbaren Gleitschutz ausgerüstet waren) als nicht betriebstauglich angesehen. Daher wurden die beiden zuerst für die Västerdalsbanan gelieferten Triebzüge bis zur Behebung des Problems abgestellt und durch Züge von Statens Järnvägar ersetzt.
Die Lösung bestand zu großen Teilen in der Einführung einer speziellen „Winter-Brems-Software“, die das regelmäßige Anlegen der Bremsen ansteuert und damit durch die beständige Vorreinigung und Reibungswärme für verbesserte Bremswirkung sorgt.